# Bachachereh-ye Olya
Bachachereh-ye Olya (em persa: , também romanizada como Bachāchereh-ye ‘Olyā; também conhecida como Bachāchereh e Nahr-e Bachāchereh) é uma aldeia do distrito rural de Noabad, no condado de Abadan, na província de Khuzistão, Irã.
Segundo o censo de 2006, sua população era de 32 habitantes, em 5 famílias.